# Zwienigorod nad Oką
Zwienigorod nad Oką (Zwienigorod Siewierski, ros. Звенигород-на-Оке, Звенигород-Северский) – dawny gród, obecnie resztki grodziska w Rosji, w obwodzie orłowskim. W XIV-XV w. – centrum księstwa zwienigorodzkiego, jednego z księstw wierchowskich.

## Geografia
Pozostałości dawnej osady znajdują się w pobliżu rzeki Niepołod', lewego dopływu Oki. Na wschód od grodziska biegnie droga regionalna P93 (Kaługa – Orzeł).